# Hilara lugubris
Hilara lugubris är en tvåvingeart som först beskrevs av Zetterstedt 1819.  Hilara lugubris ingår i släktet Hilara och familjen dansflugor. Arten är reproducerande i Sverige. Inga underarter finns listade i Catalogue of Life.